# Myolepta scintillans
Myolepta scintillans är en tvåvingeart som först beskrevs av Hull 1946.  Myolepta scintillans ingår i släktet parkblomflugor, och familjen blomflugor. Inga underarter finns listade i Catalogue of Life.